# Monòpode

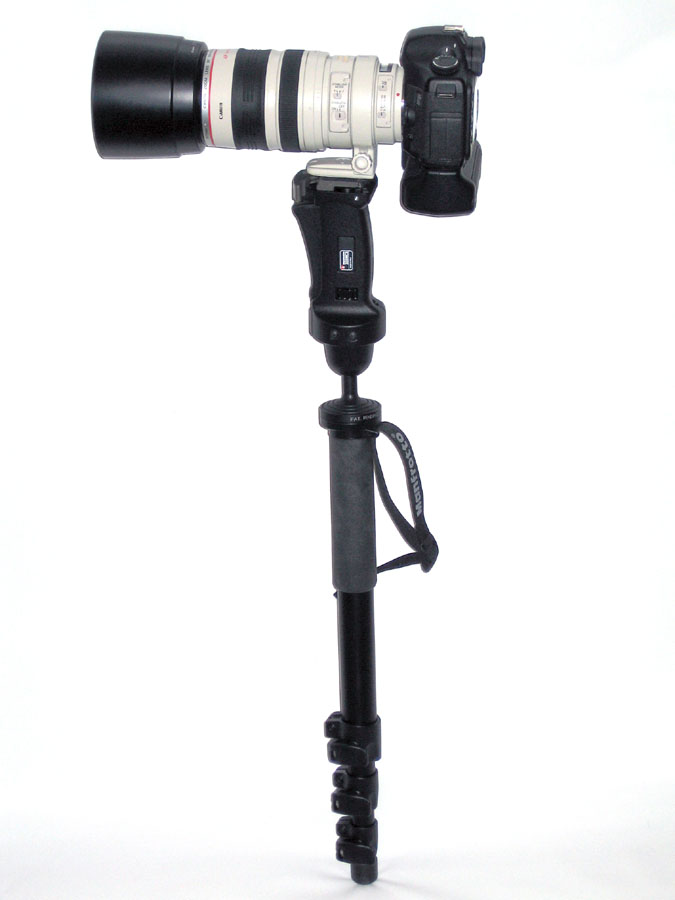
Cambra i teleobjectiu muntats en un monòpode.

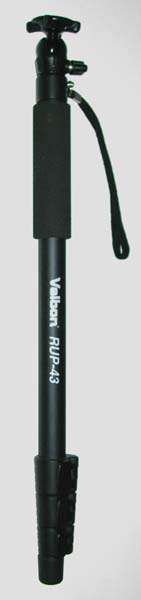
Monòpode col·lapsat

Un monòpode, és un bastó o pal únic que s'utilitza per ajudar a sostenir càmeres, binoculars, rifles o altres instruments de precisió i disminuir-ne les tremolors o altres moviments no volguts.
Els monòpodes que s'utilitzen amb un telèfon intel·ligent o una càmera per fer fotografies de selfies més enllà de l'abast normal del braç es coneixen com a pals per a selfis i (segons el model) poden tenir connectivitat Bluetooth.

## Suport de càmera
El monòpode permet sostenir una càmera fixa de forma més estable, cosa que permet al fotògraf fer fotografies nítides amb velocitats d'obturació més lentes i/o amb lents de distància focal més llarga. En el cas del vídeo, redueix el moviment de la càmera i, per tant, la majoria dels petits moviments aleatoris resultants. Els monòpodes són més fàcils de transportar i més ràpids d'instal·lar que els trípodes convencionals, cosa que els fa preferibles per a la fotografia en moviment (OTG).
Un fotògraf OTG no pot transportar un trípode pesat i voluminós, i quan veu una presa potencial, no hi ha temps per molestar-se a instal·lar un trípode complicat. Un monòpode simple és fàcil de transportar, fàcil de configurar i permet al fotògraf aprofitar la situació que se li presenta, alhora que proporciona suport a la càmera per capturar una imatge clara i nítida. Exemples de situacions en què és preferible un monòpode inclouen fotografia de vida silvestre i esports on es pot augmentar dramàticament l'estabilitat de lents llargues, fotografia de viatges, particularment al voltant de les hores daurades i, per descomptat, fotografia macro a l'aire lliure, especialment quan s'intenta fotografiar insectes, etc.
A diferència d'un trípode, els monòpodes no poden sostenir una càmera, tot sols de forma independent. En el cas de les càmeres fotogràfiques, això limita la velocitat d'obturació que es pot fer servir. Encara permeten exposicions més llargues que prendre'ls de la mà i són més fàcils de transportar i fer servir que un trípode. Com que confereix menys estabilitat que un trípode, els monòpodes poden presentar dificultats en intentar obtenir una bona imatge amb fotografies amb molt poca llum, és a dir, de nit, i preses en què es necessita una càmera 100% estable, per exemple, per capturar esteles de llum o paisatges amb extrema profunditat. de camp.

### Opcions d'ús
Quan s'utilitza sol, elimina el moviment de la càmera a l'eix vertical. Quan es fa servir en combinació amb un suport contra un objecte gran, es forma un bípode; això també pot eliminar el moviment horitzontal.
Molts monòpodes també es poden utilitzar com a "beltpod", la qual cosa significa que el peu del monòpode pot descansar sobre el cinturó o el maluc del fotògraf. Això generalment es fa servir en selfies per obtenir preses més clares en garantir que la càmera no estigui en moviment respecte al cos.
Amb un adaptador especial, els monòpodes es poden utilitzar contra el "pit", és a dir, el peu descansa aleshores sobre el pit del fotògraf. El resultat és que la càmera se sosté de manera més ferma que amb la mà sola (encara que no tan fermament com quan el peu està plantat a terra), i la càmera/monòpode és completament mòbil i viatja amb els moviments del fotògraf. Aquesta tècnica s'utilitza àmpliament en videografia en què el fotògraf s'ha de moure amb el subjecte, per exemple, escenes en primera persona, i també és especialment útil per a fotògrafs discapacitats.
Generalment, en termes de mobilitat versus estabilitat, si la mobilitat augmenta, l'estabilitat disminueix de la manera següent:
- Monòpode recolzat sobre una superfície sòlida o tauler (el més estable)
- Monòpode recolzat sobre superfície no sòlida "Chestpod" / "Beltpod" (menys estable)

## Acoblament
Hi ha dues maneres d'acoblar una càmera a un monòpode. La primera és cargolar la rosca del monòpode directament al cos de la càmera. Això està bé si s'està usant una lent lleugera i pru petita. Si s'utilitza un teleobjectiu llarg i pesat, és millor utilitzar un anell de muntatge per a trípode, que fixa el monòpode a la lent en lloc de fixar-lo al cos de la càmera, cosa que proporciona un millor equilibri i evita que el monòpode giri a les mans mentre s'intenta col·locar-lo.
Hi ha diversos tipus diferents de capçals monòpodes disponibles i els capçals esfèrics ofereixen la major flexibilitat, permeten fer fotografies en orientació vertical o horitzontal i inclinar la càmera per ajustar-la a qualsevol inclinació del monòpode. Un monòpode sol estar equipat amb una bola giratòria, cosa que permet certa llibertat per girar i inclinar la càmera mentre el monòpode roman relativament estacionari.
Hi ha bastons per caminar o " bastons de trekking " que tenen un pern roscat de 1/4"-20 a la part superior del mànec, generalment cobert per una tapa quan no estan en ús, el que els permet funcionar com a monòpode de càmera. En general, l'usuari necessitarà portar un adaptador giratori de bola per separat i muntar-lo segons sigui necessari.

## Armes de foc

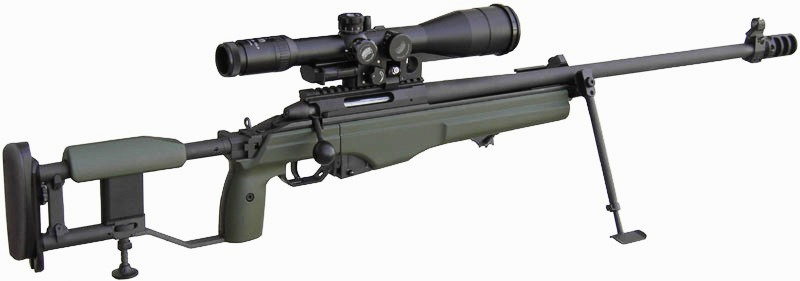
Un rifle de franctirador Sako TRG al seu monòpode estàndard de fàbrica sota la culata i el seu bípode.

Es pot utilitzar un monòpode per a armes de foc. Tenen l'avantatge de ser lleugers i compactes, encara que quan s'utilitzen en mode de tret només es poden utilitzar amb armes de foc petites. També s'utilitzen com a "claus de culata" com a suport del darrere en rifles de precisió.

## Instruments òptics i de mesura de precisió.
Quan s'utilitza per suportar una brúixola de mà o una Burton Transit, el monòpode es coneix com a bastó de Jacob. Muntar la brúixola a sobre del bastó Jacob elimina els errors de lectura introduïts pels moviments del cos i permet prendre orientacions més precises cap als objectius.
Els monòpodes coneguts com a finnsticks també s'utilitzen per estabilitzar binoculars d'alta potència (generalment, 10 × o més) per permetre una visió clara sense sacsejades o balancejos introduïts pels moviments de la mà i el cos de l'usuari. Amb la introducció dels binoculars estabilitzats giroscòpicament, l'ús de suports estabilitzadors per a binoculars ha disminuït en els darrers anys.